# MOTUL
Motul是一家制造、研发和销售（摩托车，汽车和其他车辆）发动机润滑油的法国公司。

## 历史

### 标准石油时代
MOTUL的前身1853年成立于纽约，实际控制者是约翰·洛克菲勒所有的新泽西州标准石油公司，其附属公司Swan & Finch开始活跃于高品质的润滑油市场。1920年，它转向了国际市场的出口，Aerul，Textul，Motul成为标准石油的投资组合品牌。

### Pennzoil时代
1932年，Ernst.Zaugg通过谈判，他的SOPUS公司(现被SHELL收购成为FomulaShell产品的制造商）在法国分销Swan & Finch的Motul品牌的产品。 1953年，Swan & Finch推出划时代的产品-Motul Century，这是全球第一种多级黏度润滑油。然而，Swan & Finch公司却在1957年歇业。SOPUS和Pennzoil收购了Motul品牌和所有专利，成为Motul S.A.
1966年，SOPUS脱离壳牌阵营，仅仅与壳牌保持合作的关系。Pennzoil收购了Motul的所有资产和股份，成为其全资子公司。直至Pennzoil被壳牌彻底收购，MOTUL和Pennzoil一起均成为壳牌旗下的品牌。
1966年，Motul Century 2100推出。它是全世界第一个半合成润滑油。该产品可承受的比普通产品高10倍的机械负荷。 1971年，Motul推出了世界性的顶级产品，即享有盛誉的MOTUL 300V，这实际上是第一支用第五类油基（Class V Base oil）的100％合成润滑油，虽然当时300V技术上还很不稳定，只能用于赛车场合，而不符合API的规范（第一支符合API规范的全合成产品是AMSOIL公司开发的）。而随后于1991年，MOTUL推出了其第一款符合API的民用SJ规格的酯类全合成产品，即Ester E-Tech系列和1999年推出的世界上第一款符合API SL规格的酯类全合成产品8100X-MAX系列产品，奠定了民用市场的基础。
MOTUL在1982年以前，和Castrol一样，属于独立润滑油制造商。后在1993年收购了法国Elf在越南的一处潤滑油裝配廠，成为第一个在歐洲以外生產Motul產品的潤滑油公司。

### 现代
今天，Motul作为潤滑油的高端品牌一直保持独立运营状态，目前在超过80个国家设计和销售具有较高的技术附加值的各种润滑剂。作为酯类合成润滑油的代表厂商，Motul一贯主张创新，研究和发展。该公司也是歐洲摩托车润滑油市场的领导者。在赛车运动领域，许多制造商在汽车/摩托车赛车的技术发展上Motul的支持，其定位普遍认为高于另外一个法国润滑油厂商道达尔品牌ELF。

## 代表产品

### 汽车

#### 双酯类技术
MOTUL 300V

#### 酯类技术
MOTUL 8100 Ester E-Tech
MOTUL 8100 X-MAX/X-CESS/ECO-Nergy/X-Lite/X-Clean
MOTUL 7100
MOTUL 5100

#### 100%全合成
MOTUL High-Tech 100 Plus
MOTUL High-Tech Multi Standard

#### 半合成
MOTUL 3100
MOTUL 2100 powerlight
MOTUL Multi Power plus
MOTUL Multi Standard

#### 矿物油(SM/CF)
MOTUL Multi Grade plus

#### 摩托车以及其他
MOTUL 7100 Ester
MOTUL 6100
MOTUL 5100 Ester
MOTUL 4100
MOTUL 3100
MOTUL 1100

## 合作夥伴
作為潤滑油專家，Motul透過在機械運動，汽車和摩托車賽車方面的技術發展，已成為許多製造商和運動團隊的合作夥伴。 Motul作為官方團隊供應商出現在許多國際比賽中，包括MotoGP，世界超級摩托車錦標賽，國際汽聯世界耐力錦標賽，FIA GT，勒芒24小時耐力賽，達喀爾拉力賽，F3等。